# Soai-kai

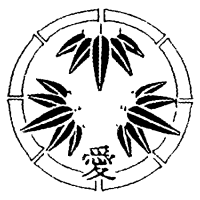
Daimon di Soai-kai

Il Soai-kai (双愛会?, Sōai-kai) è un'organizzazione criminale della yakuza a Chiba con circa 230 membri attivi.

## Storia
Il Soai-kai è stato costituito nel 1945 da Toramatsu Takahashi, poi membro di un gruppo bakuto di Yokohama chiamato Sasada-ikka. Chiamato originariamente "Gyosui-kai" (魚水会?) ed affiliato del Sasada-ikka, il gruppo è stato ribattezzato "Takatora-gumi" (高寅組?) e poi Soai-kai nel 1955 quando il gruppo divenne indipendente dal Sasada-ikka.

## Condizione
Con base a Ichihara, Chiba, il Soai-kai è uno dei tre gruppi yakuza dominanti nella prefettura di Chiba, insieme con il Sumiyoshi-kai e l'Inagawa-kai. Il Soai-kai è membro di una federazione chiamata Kanto Hatsuka-kai con altri quattro gruppi yakuza di Kantō, il Sumiyoshi-kai, l'Inagawa-kai, il Matsuba-kai e il Toa-kai.

## Presidenti
- primo: Toramatsu Takahashi
- secondo: Takeo Azeta
- terzo: Jiro Takahashi
- quarto: Yoshio Ishii
- quinto: Akira Takamura